# Руський виконавчий комітет
Руський виконавчий комітет — москвофільська політична організація, створена у Львові в грудні 1918 року.
Організація до 1920 року видавала журнал «Прикарпатская Русь». У виборах до сейму 1922 року участі не брала. У 1923 році відбувся її розкол, ліва частина заснувала радянофільську партію «Народна воля», а консервативне крило утворило «Галицько-руську народну організацію» (ГРНО), яка підтримувала політику польського уряду. В результаті організація отримала в управління Народний дім у Львові та Ставропігійський інститут, завдяки чому організація контролювала значне майно, з якого отримувала кошти для своєї діяльності. У 1929 році ГРНО розпалося на Руську аграрну партію (РХП) і Руську селянську організацію (РСО). Обидві організації возз'єдналися в 1931 році.